# Kremmeldorf
Kremmeldorf ist ein Gemeindeteil der Gemeinde Memmelsdorf im oberfränkischen Landkreis Bamberg in Bayern.

## Geografie
Nachbarorte sind Schmerldorf, Straßgiech (Stadt Scheßlitz) und Schammelsdorf (Gemeinde Litzendorf).

## Geschichte
Das Kirchdorf wurde 1312 das erste Mal genannt. „Gut Cremelndorf“ war ein Gut, das zu Giech gehörte. Zusammen mit anderen Orten wurde es immer wieder verkauft. 1390 kam das Scheßlitzer Land zum Bistum Bamberg.
1809 hatte Kremmeldorf 30 Häuser. Nach der Säkularisation fielen drei der Pfründe St. Mathias, zwei dem späteren Bürgerspital Bamberg und eines der Pfarrei Memmelsdorf zu. Der Rest war dem königlichen Rentamt Scheßlitz lehensbar.
Die noch bestehende Freiwillige Feuerwehr wurde 1885 ins Leben gerufen, das Schulhaus wurde am 16. Oktober 1878 eingeweiht, die Schule später geschlossen.
Nach dem Zweiten Weltkrieg stieg die Einwohnerzahl mit dem Zuzug von Flüchtlingen. Am 1. Januar 1972 wurde der Ort zusammen mit Schmerldorf im Zuge der Gebietsreform in Bayern in die Gemeinde Memmelsdorf eingegliedert.

## Einrichtungen

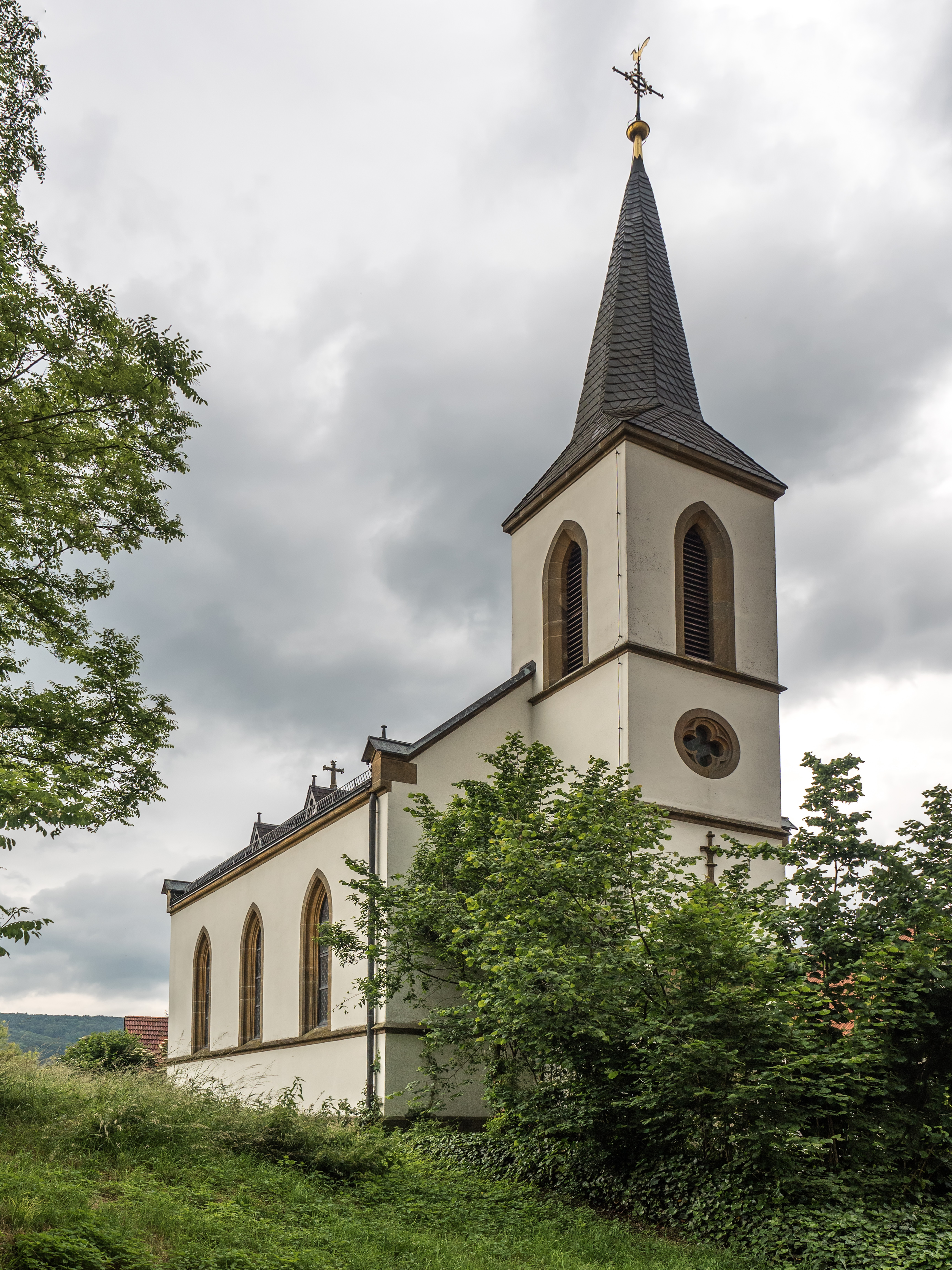
Der Herz-Jesu-Kapelle

- Katholische Herz-Jesu-Kapelle
- Freiwillige Feuerwehr
- Jugendraum